# Graptomyza
Graptomyza är ett släkte av tvåvingar. Graptomyza ingår i familjen blomflugor.

## Dottertaxa tillGraptomyza, i alfabetisk ordning[1]
- Graptomyza alabeta
- Graptomyza amplicavum
- Graptomyza angustimarginata
- Graptomyza antipoda
- Graptomyza arisana
- Graptomyza atripes
- Graptomyza aurea
- Graptomyza bergi
- Graptomyza brevirostris
- Graptomyza breviscutum
- Graptomyza chaetomelas
- Graptomyza clarala
- Graptomyza completa
- Graptomyza coniceps
- Graptomyza coomani
- Graptomyza cornuta
- Graptomyza cynocephala
- Graptomyza dentata
- Graptomyza doddi
- Graptomyza dolichocera
- Graptomyza elegans
- Graptomyza fascipennis
- Graptomyza flavicollis
- Graptomyza flavipes
- Graptomyza flavitincta
- Graptomyza flavonotata
- Graptomyza flavorhyncha
- Graptomyza formosana
- Graptomyza gibbula
- Graptomyza globigaster
- Graptomyza hardyi
- Graptomyza hova
- Graptomyza ihai
- Graptomyza inclusa
- Graptomyza interrupta
- Graptomyza ishikawai
- Graptomyza itoi
- Graptomyza jacobsoni
- Graptomyza javensis
- Graptomyza latiusculus
- Graptomyza lineata
- Graptomyza literata
- Graptomyza loewi
- Graptomyza longicornis
- Graptomyza longirostris
- Graptomyza longqishanica
- Graptomyza lutea
- Graptomyza maculipennis
- Graptomyza melliponaeformis
- Graptomyza microdon
- Graptomyza minor
- Graptomyza mitis
- Graptomyza multiseta
- Graptomyza nigra
- Graptomyza nigricavum
- Graptomyza nigripes
- Graptomyza nitobei
- Graptomyza obtusa
- Graptomyza oceanica
- Graptomyza okawai
- Graptomyza pallidinotata
- Graptomyza palmeri
- Graptomyza perforata
- Graptomyza periaurantaca
- Graptomyza phyllocera
- Graptomyza plumifer
- Graptomyza punctata
- Graptomyza quadrifaria
- Graptomyza rectifacies
- Graptomyza robusticornis
- Graptomyza seimunda
- Graptomyza semicircularia
- Graptomyza setigloba
- Graptomyza sexnotata
- Graptomyza signata
- Graptomyza spectralis
- Graptomyza spinifera
- Graptomyza suavissima
- Graptomyza subflavonotata
- Graptomyza summa
- Graptomyza takeuchii
- Graptomyza tibialis
- Graptomyza tinctovittata
- Graptomyza triangulifera
- Graptomyza trilineata
- Graptomyza triseriata
- Graptomyza uchiyamai
- Graptomyza varia
- Graptomyza ventralis
- Graptomyza xanthopoda
- Graptomyza yangi
- Graptomyza yasumatui